# Francesca Conti
Francesca Cristiana Conti (nacida en Genzano di Roma, 21 de mayo de 1972-) es una jugadora italiana de waterpolo.
Pertenece al equipo que ganó la medalla de oro en los Juegos Olímpicos de Atenas 2004.
En 2004 recibió la orden del mérito de la República Italiana.

## Clubes
- Castelli Romani ( Italia)
- Orizzonte Catania ( Italia)

## Palmarés
Como jugadora de la selección italiana de waterpolo
- Oro en el campeonato europeo de natación de Belgrado 2006
- Oro en los  Juegos olímpicos de Atenas 2004
- Plata en el campeonato mundial de natación de Barcelona 2003
- Oro en el campeonato europeo de natación de Lubjana 2003
- Oro en el campeonato mundial de natación de Fukuoka 2001
- Plata en el campeonato europeo de natación de Budapest 2001
- Oro en el campeonato europeo de natación de Prato 1999
- Oro en el campeonato mundial de natación de Perth 1998
- Oro en el campeonato europeo de natación de Siviglia 1997
- Oro en el campeonato europeo de natación de Viena 1995
- Bronce en el campeonato mundial de natación de Roma 1994
- Bronce en el campeonato europeo de natación de Atenas 1991